# Johannes Hahn (Orgelbauer)
Johannes Hahn (* 1712 in Leutschau, Oberungarn, Habsburgermonarchie; † 13. März 1783 in Hermannstadt, Siebenbürgen, Habsburgermonarchie) war ein deutscher Orgelbauer in Siebenbürgen.

## Leben
Johannes Hahn wurde am 15. März 1712 als Sohn von Michael und Susanna Hahn in Leutschau in Oberungarn (heute Levoča in der Slowakei) getauft. Er kam nach Hermannstadt (heute Sibiu) und wurde einer der bedeutendsten Orgelbauer des Barock in Siebenbürgen.
Er war mit Sara Christina Hahn verheiratet, der Sohn Johannes Hahn jun. (* 25. Juni 1763; † 9. November 1814) übernahm die Werkstatt des Vaters nach dessen Tod 1783. Ein weiterer Schüler war wahrscheinlich Johann Samuel Maetz.

## Werke (Auswahl)
Johannes Hahn baute Orgeln in Siebenbürgen, von denen einige als bedeutende Zeugnisse des dortigen Barockorgelbaus erhalten sind.
| Jahr    | Ort                      | Gebäude                         | Bild | Manuale | Register | Bemerkungen |
| ------- | ------------------------ | ------------------------------- | ---- | ------- | -------- | --- |
| 1745    | ?                        | ?                               |      | I       | 5        | Positiv, 1925 von Frau Töret Privatbesitz nach Elisabethstadt/Dumbrăveni, erhalten                                              |
| 1748    | Hermannstadt/Sibiu       | Evangelische Stadtpfarrkirche   |      | I       | 6        | Positiv, erhalten – Orgel |
| 1750    | Weingartskirchen/Vingard | Evangelische Kirche             |      | I       | 7        | Positiv, erhalten |
| 1750    | Hermannstadt/Sibiu       | Ursulinenkirche                 |      | I       | 8        | Positiv, später nach Hohndorf/Viișoara, Evangelische Kirche, 2011 nach Obereidisch/Ideciu de Sus (leihweise)                    |
| 1753    | Belleschdorf/Idiciu      | Evangelische Kirche             |      | I       |          | 1992 in die katholische Michaelskirche in Klausenburg/Cluj-Napoca, dort als Positiv der Hauptorgel, auch selbstständig spielbar |
| 1755    | Mediasch/Mediaş          | Evangelische Margarethenkirche  |      | II/P    | 24       | erhalten |
| 1757    | Baaßen/Bazna             | Evangelische Kirche             |      | I/P     | 11       | erhalten |
| 1757    | Brâncovenești            | Reformierte Kirche              |      | ?       | ?        | erhalten (innenseitig: „Johannes Hahn Fecit Cibini 1757“)                                                                       |
| 1763    | Marpod                   | Evangelische Kirche             |      | I       | 8        | Positiv, erhalten |
| 1768    | Werd/Vărd                | Evangelische Kirche             |      | I       | 8        | Positiv, 1992 in die katholische Michaelskirche in Klausenburg/Cluj-Napoca, dort im Chorraum                                    |
| 1770    | Alzen/Alțâna             | Evangelische Kirche             |      | I/P     | 10       | erhalten |
| 1773    | Stolzenburg/Slimnic      | Evangelische Kirche             |      | I/p     | 10       | 2015 umfassend restauriert, 2019 alle originalen Prospektpfeifen gestohlen, erhalten                                            |
| 1773/75 | Klausenburg/Cluj-Napoca  | Katholische St.-Michaels-Kirche |      |         |          | Prospekt erhalten, darin 1996 neues Werk von Hermann Binder mit Teilen mehrerer älterer Orgeln (III/P, 35)                      |
| 1775    | Großau/Cristian          | Evangelische Kirche             |      | II/P    | 17       | erhalten |
| 1778    | Kirchberg/Chirpăr        | Evangelische Kirche             |      | I       | 9        | Positiv, erhalten |
| 1780    | Mergeln/Merghindeal      | Evangelische Kirche             |      |         |          | erhalten |